# 幣原内閣
幣原内閣（しではらないかく）は、男爵の幣原喜重郎が第44代内閣総理大臣に任命され、1945年（昭和20年）10月9日から1946年（昭和21年）5月22日まで続いた日本の内閣。

## 内閣の顔ぶれ・人事

### 内閣発足時

#### 国務大臣
1945年（昭和20年）10月9日任命。在職日数97日。 
| 職名 | 代                   | 氏名                 | 氏名                 | 出身等                               | 特命事項等                      | 備考                 |
| --- | -------------------- | -------------------- | -------------------- | ------------------------------------ | ------------------------------- | -------------------- |
| 内閣総理大臣 | 44                   | 幣原喜重郎           |                      | 貴族院 無所属 （同和会） 男爵        | 第一復員大臣、 第二復員大臣兼任 |                      |
| 外務大臣 | 65                   | 吉田茂               |                      | （外務省→） 貴族院 無所属 （無会派） |                                 | 留任                 |
| 内務大臣 | 63                   | 堀切善次郎           |                      | 貴族院 無所属 （研究会）             |                                 | 初入閣               |
| 大蔵大臣 | 49                   | 澁澤敬三             |                      | 貴族院 無所属 （研究会） 子爵        |                                 | 初入閣               |
| 陸軍大臣 | 33                   | 下村定               |                      | 陸軍大将 （陸大28期）                |                                 | 留任 1945年12月1日免 |
| 陸軍大臣 | （陸軍省廃止）       | （陸軍省廃止）       | （陸軍省廃止）       | （陸軍省廃止）                       | （陸軍省廃止）                  | 1945年12月1日付      |
| 第一復員大臣 | （第一復員省未設置） | （第一復員省未設置） | （第一復員省未設置） | （第一復員省未設置）                 | （第一復員省未設置）            | 1945年12月1日設置    |
| 第一復員大臣 | 1                    | 幣原喜重郎           |                      | 貴族院 無所属 （同和会） 男爵        | 内閣総理大臣、 第二復員大臣兼任 | 1945年12月1日任      |
| 海軍大臣 | 24                   | 米内光政             |                      | 海軍大将 （海大甲種12期）            |                                 | 留任 1945年12月1日免 |
| 海軍大臣 | （海軍省廃止）       | （海軍省廃止）       | （海軍省廃止）       | （海軍省廃止）                       | （海軍省廃止）                  | 1945年12月1日付      |
| 第二復員大臣 | （第二復員省未設置） | （第二復員省未設置） | （第二復員省未設置） | （第二復員省未設置）                 | （第二復員省未設置）            | 1945年12月1日設置    |
| 第二復員大臣 | 1                    | 幣原喜重郎           |                      | 貴族院 無所属 （同和会） 男爵        | 内閣総理大臣、 第一復員大臣兼任 | 1945年12月1日任      |
| 司法大臣 | 46                   | 岩田宙造             |                      | 貴族院 無所属 （同和会）             |                                 | 留任                 |
| 文部大臣 | 59                   | 前田多門             |                      | 貴族院 無所属 （同成会）             |                                 | 留任                 |
| 厚生大臣 | 14                   | 芦田均               |                      | 衆議院 （無所属→） 日本自由党        |                                 | 初入閣               |
| 農林大臣 | 2                    | 松村謙三             |                      | 衆議院 （無所属→） 日本進歩党        |                                 | 留任                 |
| 商工大臣 | 26                   | 小笠原三九郎         |                      | 衆議院 （無所属→） 日本進歩党        |                                 | 初入閣               |
| 運輸大臣 | 2                    | 田中武雄             |                      | 衆議院 （無所属→） 日本進歩党        |                                 | 初入閣               |
| 国務大臣 | -                    | 小林一三             |                      | 貴族院 無所属 （無所属倶楽部）       | 戦災復興院総裁                  | 1945年10月30日任     |
| 国務大臣 | -                    | 松本烝治             |                      | 貴族院 無所属 （無所属倶楽部）       | 憲法問題調査委員会委員長        |                      |
| 国務大臣 | -                    | 次田大三郎           |                      | 貴族院 無所属 （同成会）             | 内閣書記官長兼任                | 初入閣               |
| 1. 辞令のある留任は個別の代として記載し、辞令のない留任は記載しない。 2. 臨時代理は、大臣空位の場合のみ記載し、海外出張時等の一時不在代理は記載しない。 3. 代数は、臨時兼任・臨時代理を数えず、兼任・兼務は数える。 |                      |                      |                      |                                      |                                 |                      |

#### 内閣書記官長・法制局長官他
1945年（昭和20年）10月9日任命。
| 職名 | 代 | 氏名       | 氏名 | 出身等                   | 特命事項等       | 備考 |
| --- | -- | ---------- | ---- | ------------------------ | ---------------- | ---- |
| 内閣書記官長 | 53 | 次田大三郎 |      | 貴族院 無所属 （同成会） | 国務大臣兼任     |      |
| 法制局長官 | 45 | 楢橋渡     |      | 衆議院 無所属            |                  |      |
| 内閣副書記官長 | -  | 三好重夫   |      | 内務省                   | 1945年10月27日任 |      |
| 1. 辞令のある留任は個別の代として記載し、辞令のない留任は記載しない。 2. 臨時代理は、大臣空位の場合のみ記載し、海外出張時等の一時不在代理は記載しない。 3. 代数は、臨時兼任・臨時代理を数えず、兼任・兼務は数える。 |    |            |      |                          |                  |      |

#### 政務次官
1945年（昭和20年）10月31日任命。
| 職名             | 氏名                 | 出身等                        | 備考                                   |
| ---------------- | -------------------- | ----------------------------- | -------------------------------------- |
| 外務政務次官     | 犬養健               | 衆議院／（無所属→）日本進歩党 |                                        |
| 内務政務次官     | 川崎末五郎           | 衆議院／（無所属→）日本進歩党 |                                        |
| 大蔵政務次官     | 由谷義治             | 衆議院／（無所属→）日本進歩党 |                                        |
| 陸軍政務次官     | 宮崎一               | 衆議院／（無所属→）日本進歩党 | 1945年11月30日免                       |
| 陸軍政務次官     | （陸軍省廃止）       | （陸軍省廃止）                | 1945年12月1日付                        |
| 第一復員政務次官 | （第一復員省未設置） | （第一復員省未設置）          | 1945年12月1日設置                      |
| 第一復員政務次官 | 宮崎一               | 衆議院／日本進歩党            | 1945年12月1日任                        |
| 海軍政務次官     | 田中亮一             | 衆議院／（無所属→）日本自由党 | 1945年11月30日免                       |
| 海軍政務次官     | （海軍省廃止）       | （海軍省廃止）                | 1945年12月1日付                        |
| 第二復員政務次官 | （第一復員省未設置） | （第一復員省未設置）          | 1945年12月1日設置                      |
| 第二復員政務次官 | 田中亮一             | 衆議院／日本自由党            | 1945年12月1日任 1945年12月26日死亡欠缺 |
| 第二復員政務次官 | （欠員）             | （欠員）                      | 1945年12月26日から                     |
| 司法政務次官     | 手代木隆吉           | 衆議院／（無所属→）日本進歩党 |                                        |
| 文部政務次官     | （欠員）             | （欠員）                      | 1945年11月6日まで                      |
| 文部政務次官     | 三島通陽             | 貴族院／無所属（研究会）      | 1945年11月6日任                        |
| 農林政務次官     | 紅露昭               | 衆議院／（無所属→）日本進歩党 |                                        |
| 商工政務次官     | 木暮武太夫           | 衆議院／（無所属→）日本進歩党 |                                        |
| 運輸政務次官     | 新井堯爾             | 衆議院／（無所属→）日本自由党 |                                        |
| 厚生政務次官     | 矢野庄太郎           | 衆議院／（無所属→）日本自由党 |                                        |

#### 参与官
1945年（昭和20年）10月31日任命。
| 職名           | 氏名                 | 出身等                          | 備考              |
| -------------- | -------------------- | ------------------------------- | ----------------- |
| 外務参与官     | 松浦周太郎           | 衆議院／（無所属→）日本進歩党   |                   |
| 内務参与官     | 中助松               | 衆議院／（無所属→）日本自由党   |                   |
| 大蔵参与官     | 山本粂吉             | 衆議院／（無所属→）日本進歩党   |                   |
| 陸軍参与官     | 野口喜一             | 衆議院／（無所属→）日本自由党   | 1945年11月30日免  |
| 陸軍参与官     | （陸軍省廃止）       | （陸軍省廃止）                  | 1945年12月1日付   |
| 第一復員参与官 | （第一復員省未設置） | （第一復員省未設置）            | 1945年12月1日設置 |
| 第一復員参与官 | 野口喜一             | 衆議院／日本自由党              | 1945年12月1日任   |
| 海軍参与官     | 星野靖之助           | 衆議院／（無所属→）無所属倶楽部 | 1945年11月30日免  |
| 海軍参与官     | （海軍省廃止）       | （海軍省廃止）                  | 1946年12月1日付   |
| 第二復員参与官 | （第二復員省未設置） | （第二復員省未設置）            | 1945年12月1日設置 |
| 第二復員参与官 | 星野靖之助           | 衆議院／無所属倶楽部            | 1945年12月1日任   |
| 司法参与官     | 渡邉昭               | 貴族院／無所属（研究会）        |                   |
| 文部参与官     | 森田重次郎           | 衆議院／（無所属→）日本進歩党   |                   |
| 農林参与官     | 北条雋八             | 貴族院／無所属（研究会）        |                   |
| 商工参与官     | （欠員）             | （欠員）                        | 1945年11月6日まで |
| 商工参与官     | 山根健男             | 貴族院／無所属（公正会）        | 1945年11月6日任   |
| 運輸参与官     | 白川久雄             | 衆議院／（無所属→）日本進歩党   |                   |
| 厚生参与官     | 田中和一郎           | 衆議院／（無所属→）日本自由党   |                   |

### 内閣改造後

#### 国務大臣
1946年（昭和21年）1月13日任命。在職日数130日（通算226日）。 
| 職名 | 代 | 氏名         | 氏名 | 出身等                                        | 特命事項等                      | 備考                   |
| --- | -- | ------------ | ---- | --------------------------------------------- | ------------------------------- | ---------------------- |
| 内閣総理大臣 | 44 | 幣原喜重郎   |      | 貴族院 （無所属→） 日本進歩党 （同和会） 男爵 | 第一復員大臣、 第二復員大臣兼任 | 留任                   |
| 外務大臣 | 56 | 吉田茂       |      | 貴族院 無所属 （無会派）                      |                                 | 留任                   |
| 内務大臣 | 64 | 三土忠造     |      | 貴族院 無所属 （研究会）                      | 運輸大臣兼任                    |                        |
| 大蔵大臣 | 49 | 澁澤敬三     |      | 貴族院 無所属 （研究会） 子爵                 |                                 | 留任                   |
| 第一復員大臣 | 1  | 幣原喜重郎   |      | 貴族院 （無所属→） 日本進歩党 （同和会） 男爵 | 内閣総理大臣、 第二復員大臣兼任 | 留任                   |
| 第二復員大臣 | 1  | 幣原喜重郎   |      | 貴族院 （無所属→） 日本進歩党 （同和会） 男爵 | 内閣総理大臣、 第一復員大臣兼任 | 留任                   |
| 司法大臣 | 46 | 岩田宙造     |      | 貴族院 無所属 （同和会）                      |                                 | 留任                   |
| 文部大臣 | 60 | 安倍能成     |      | 貴族院 無所属 （同成会）                      |                                 | 初入閣                 |
| 厚生大臣 | 14 | 芦田均       |      | 衆議院 日本自由党                             |                                 | 留任                   |
| 農林大臣 | 3  | 副島千八     |      | 民間                                          |                                 | 初入閣                 |
| 商工大臣 | 2  | 小笠原三九郎 |      | 衆議院 日本進歩党                             |                                 | 留任                   |
| 運輸大臣 | 3  | 三土忠造     |      | 貴族院 無所属 （研究会）                      | 内務大臣兼任                    | 1946年1月26日免        |
| 運輸大臣 | 4  | 村上義一     |      | 鉄道院                                        |                                 | 初入閣 1946年1月26日任 |
| 国務大臣 | -  | 小林一三     |      | 貴族院 無所属 （無所属倶楽部）                | 戦災復興院総裁                  | 留任 1946年3月9日免    |
| 国務大臣 | -  | 次田大三郎   |      | 貴族院 無所属 （同成会）                      |                                 | 留任                   |
| 国務大臣 | -  | 楢橋渡       |      | 衆議院 無所属                                 | 内閣書記官長兼任                | 初入閣 1946年2月26日任 |
| 国務大臣 | -  | 石黑武重     |      | 農林省                                        | 法制局長官兼任                  | 初入閣 1946年2月26日任 |
| 1. 辞令のある留任は個別の代として記載し、辞令のない留任は記載しない。 2. 臨時代理は、大臣空位の場合のみ記載し、海外出張時等の一時不在代理は記載しない。 3. 代数は、臨時兼任・臨時代理を数えず、兼任・兼務は数える。 |    |              |      |                                               |                                 |                        |

#### 内閣書記官長・法制局長官他
1946年（昭和21年）1月13日任命。
| 職名 | 代 | 氏名     | 氏名     | 出身等                               | 特命事項等   | 備考             |
| --- | -- | -------- | -------- | ------------------------------------ | ------------ | ---------------- |
| 内閣書記官長 | 54 | 楢橋渡   |          | 衆議院 無所属                        | 国務大臣兼任 |                  |
| 法制局長官 | 46 | 石黑武重 |          | 農林省                               | 国務大臣兼任 | 1946年3月19日免  |
| 法制局長官 | 47 | 入江俊郎 |          | （法制局→） 貴族院 無所属 （同和会） |              | 1946年3月19日任  |
| 内閣副書記官長 | -  | （欠員） | （欠員） | （欠員）                             | （欠員）     | 1946年3月2日まで |
| 内閣副書記官長 | -  | 木内四郎 |          | 大蔵省                               |              | 1946年3月2日任   |
| 1. 辞令のある留任は個別の代として記載し、辞令のない留任は記載しない。 2. 臨時代理は、大臣空位の場合のみ記載し、海外出張時等の一時不在代理は記載しない。 3. 代数は、臨時兼任・臨時代理を数えず、兼任・兼務は数える。 |    |          |          |                                      |              |                  |

#### 政務次官
1946年（昭和21年）1月26日留任。
| 職名             | 氏名       | 出身等                   | 備考 |
| ---------------- | ---------- | ------------------------ | ---- |
| 外務政務次官     | 犬養健     | 衆議院／日本進歩党       | 留任 |
| 内務政務次官     | 川崎末五郎 | 衆議院／日本進歩党       | 留任 |
| 大蔵政務次官     | 由谷義治   | 衆議院／日本進歩党       | 留任 |
| 第一復員政務次官 | （欠員）   | （欠員）                 |      |
| 第二復員政務次官 | （欠員）   | （欠員）                 |      |
| 司法政務次官     | （欠員）   | （欠員）                 |      |
| 文部政務次官     | 三島通陽   | 貴族院／無所属（研究会） | 留任 |
| 農林政務次官     | （欠員）   | （欠員）                 |      |
| 商工政務次官     | （欠員）   | （欠員）                 |      |
| 運輸政務次官     | （欠員）   | （欠員）                 |      |
| 厚生政務次官     | （欠員）   | （欠員）                 |      |

#### 参与官
1946年（昭和21年）1月26日留任。
| 職名           | 氏名       | 出身等               | 備考 |
| -------------- | ---------- | -------------------- | ---- |
| 外務参与官     | （欠員）   | （欠員）             |      |
| 内務参与官     | （欠員）   | （欠員）             |      |
| 大蔵参与官     | （欠員）   | （欠員）             |      |
| 第一復員参与官 | 野口喜一   | 衆議院／日本自由党   | 留任 |
| 第二復員参与官 | 星野靖之助 | 衆議院／無所属倶楽部 | 留任 |
| 司法参与官     | （欠員）   | （欠員）             |      |
| 文部参与官     | （欠員）   | （欠員）             |      |
| 農林参与官     | （欠員）   | （欠員）             |      |
| 商工参与官     | （欠員）   | （欠員）             |      |
| 運輸参与官     | （欠員）   | （欠員）             |      |
| 厚生参与官     | （欠員）   | （欠員）             |      |

## 勢力早見表
※ 内閣発足当初（前内閣の事務引継は除く）。
| 名称               | 勢力 | 国務大臣 | 政務次官 | 参与官 | その他       |
| ------------------ | ---- | -------- | -------- | ------ | ------------ |
| 日本進歩党系       | 273  | 3        | 6        | 4      | 衆議院議長   |
| 日本自由党系       | 46   | 1        | 4        | 3      |              |
| 軍人               | -    | 2        | 0        | 0      |              |
| 官僚               | -    | 1        | 0        | 0      |              |
| 同成会             | 22   | 2        | 0        | 0      | 内閣書記官長 |
| 研究会             | 158  | 1        | 1        | 2      | 貴族院議長   |
| 公正会             | 67   | 2        | 0        | 1      |              |
| 同和会             | 26   | 2        | 0        | 0      | 内閣総理大臣 |
| 衆議院無所属倶楽部 | 92   | 0        | 0        | 1      |              |
| 貴族院無所属倶楽部 | 30   | 2        | 0        | 0      |              |
| 無会派             | -    | 0        | 0        | 0      | 法制局長官   |
|                    | 714  | 15       | 11       | 11     |              |

## 内閣の動き
大東亜戦争の敗戦を受けて東久邇宮内閣のもと連合国軍最高司令官総司令部（GHQ/SCAP）による占領受け入れの準備を進めていた日本政府であったが、GHQの指令が日本側の意向を無視した強硬なものであったことから、抗議の意をこめて内閣総辞職。後継については、木戸幸一内大臣、近衛文麿副総理、平沼騏一郎枢密院議長らの教護の結果、外交官出身でかつ戦前は対欧米協調外交を主導していた幣原喜重郎元外相が適任と判断。ダグラス・マッカーサー総司令官もその経歴を見て了承したのを受けて、10月9日、幣原が首相に就任する。
主な政策
- 憲法改正…内閣発足当初、幣原内閣における憲法改正の優先度は低く、また東久邇宮前政権時から、昭和天皇の諮詢によって木戸内大臣がリードする形で内大臣府において正規の憲法研究が行われていたことから、これを静観する姿勢をとった。しかし、内閣発足後、重大な国務である憲法問題は内閣で取り扱うべきだ、との意見が出たことから、松本烝治国務大臣を委員長とする憲法調査委員会（松本委員会）が組織され、内大臣府と並行して憲法調査が行われる。やがて、GHQが内大臣府での憲法研究を主導するよう勧めた近衛元首相が、戦前の親独的姿勢が世論で批判されるにつれて、GHQの支持を失った内大臣府の権威が低下。11月末に内大臣府が廃止されるとともに、内大臣府における憲法調査も打ち切りとなり、松本委員会における調査に一本化される。

松本委員会における憲法調査は1946年2月に完了するが、その内容は、内大臣府の案と較べて、ポツダム宣言で要請されていた「民主主義の復活強化」を担保しないものであった。これにGHQ側は態度を硬化させ、民政局が突貫作業で起草したより急進的な草案（マッカーサー草案、GHQ草案）が発表された。次期第1次吉田内閣にかけて、帝国議会において、憲法改正審議がおこなわれることになる。
- 五大改革
  - 女性の権利擁護…女性参政権が認められ、1945年12月17日、選挙法が改正される[12]。
  - 労働運動の奨励
  - 教育の自由化
  - 秘密警察の制度廃止
  - 経済民主化
- ハイパーインフレーションと食料難の解決のための経済措置法も成立した。
- 政党の復活…1940年の新体制運動により消滅していた議会勢力の中で、敗戦直後から政党復活の動きが出る。1945年中に、戦前の保守二大政党を占めていた立憲政友会と立憲民政党は、それぞれ日本自由党（鳩山一郎総裁）および日本進歩党（町田忠治総裁）として再興、一部は日本協同党（山本実彦委員長）として中道路線をとる。戦前は離合集散を繰り返した無産政党（革新主義党派）は合同して日本社会党（片山哲書記長）を結成。戦前は非合法組織であった日本共産党も、GHQ指令により徳田球一書記長以下幹部が釈放され晴れて合法政党となる[13]。
- 食糧危機…敗戦後の混乱および1945年の不作により、1946年3月頃から配給の遅配が常態化し、不満が高まる、丁度この年、戦時下では禁じられていたメーデーが11年ぶりに復活。民政局の社会主義傾向の後押しを受けて、大きな動員が行われる。特に、合法化された共産党がデモを主導し、5月19日、野坂参三のアジ演説に率いられたデモ隊が皇居に押し入り、応対した宮内官僚に「上奏文」を手交。同日、徳田球一書記長が首相官邸で幣原首相と面会し、配給の増量を要求。この間、官邸周辺ではデモ隊が気勢を上げ続けていたが、楢橋書記官長と交渉したGHQ当局はこの光景に衝撃を受け、食糧開放を約束するとともに、翌20日、マッカーサー総司令官は「暴民デモを許さず」という声明を発出、親社会主義路線から脱却を図る端緒となった[14]。

上述の選挙制度改正の翌日の12月18日、衆議院解散。投開票は翌1946年1月22日の予定であったが、GHQは候補者の中から公職追放該当者の洗い出しのために延期を指示。1月4日に発表された追放者名簿には、閣僚や総選挙立候補予定者も含まれており、内閣は改造を実施。総選挙立候補予定者は、戦時下翼賛政治会に在籍していた前職の大半が立候補不可になり、共産党を除く4党は急遽代理の候補を立てる等の対応に追われ、内務省による事前審査を経たうえで立候補した。

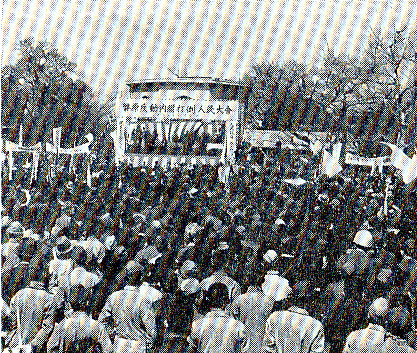
幣原内閣打倒人民大会(1946年4月7日)

4月20日、第22回衆議院議員総選挙投開票。結果、自由党が第一党、以下進歩党、社会党、協同党、共産党と続き、過半数を有する党は現れなかった。ここで第二党の進歩党が、旧民政党以来の縁である幣原首相を、追放された町田総裁の後継とすることで与党入りを模索するも、憲政の常道に反するとの輿論の反発を受けて断念。幣原内閣は総辞職し、第一党である自由党に政権を明け渡すことになった（鳩山総裁も追放されたため、吉田外相が政権を預かる形で組閣）。また、幣原前首相も、進歩党総裁に就任した上で、進歩党が連立に加わったため引き続き入閣した。